# Hapoel Holon
L'Hapoel Holon è una società cestistica avente sede a Holon, in Israele. Fondata nel 1947, gioca nella Ligat ha'Al, massima serie del campionato israeliano.
Nel 2008 ha vinto il campionato per la prima volta, interrompendo l'incontrastata supremazia del Maccabi Tel Aviv vincendo la finale per 73-72.
Disputa le partite interne nell'Holon City Arena, che ha una capacità di 5 500 spettatori.

## Roster 2021-2022
Aggiornato al 30 gennaio 2022.
|    | Naz.                                        | Ruolo | Sportivo            | Anno | Alt. | Peso | Note |
| -- | ------------------------------------------- | ----- | ------------------- | ---- | ---- | ---- | ---- |
| 0  | Stati Uniti (bandiera)                      | C     | Steve Zack          | 1992 | 211  | 111  |      |
| 1  | Stati Uniti (bandiera) · Liberia (bandiera) | P     | Joe Ragland         | 1989 | 182  | 80   |      |
| 2  | Israele (bandiera)                          | P     | Ido Romy            | 2001 | 185  |      |      |
| 3  | Stati Uniti (bandiera)                      | PG    | Adam Smith          | 1992 | 185  | 77   |      |
| 4  | Stati Uniti (bandiera)                      | AP    | Chris Johnson       | 1990 | 198  | 93   |      |
| 5  | Israele (bandiera)                          | A     | Eitan Yanai         | 2003 | 202  |      |      |
| 8  | Francia (bandiera) · Israele (bandiera)     | G     | Frédéric Bourdillon | 1991 | 193  | 86   |      |
| 9  | Israele (bandiera)                          | AP    | Rafi Menco          | 1994 | 200  | 100  |      |
| 10 | Israele (bandiera)                          | AP    | Guy Pnini           | 1983 | 201  | 97   |      |
| 12 | Stati Uniti (bandiera)                      | AG    | Michale Kyser       | 1991 | 208  | 100  |      |
| 20 | Stati Uniti (bandiera)                      | A     | Hayden Dalton       | 1996 | 203  | 88   |      |
| 21 | Israele (bandiera)                          | G     | Ofek Fogelman       | 2002 | 186  | 83   |      |
| 24 | Israele (bandiera)                          | G     | Eidan Alber         | 2000 | 193  | 87   |      |
| 25 | Stati Uniti (bandiera)                      | G     | Tyrus McGee         | 1991 | 188  | 90   |      |
| 44 | Israele (bandiera)                          | P     | Niv Misgav          | 1995 | 181  | 80   |      |
| 55 | Israele (bandiera)                          | G     | Amit Sanker         | 2002 | 190  |      |      |

### Staff tecnico
| Allenatore: | Guy Goodes |
| Assistenti: | Amit Sherf |

## Palmarès

### Titoli nazionali
- Campionato israeliano: 2

2007-2008, 2021-2022
- Coppa di Israele: 2

2008-2009, 2017-2018

### Titoli europei
- Lega Balcanica: 1

2020-2021